# Třinec
Třinec (pronunciat  [ˈtr̝̊ɪnɛts] (?·pàg.) [tr̝̊ɪnɛts], polonès: Trzyniec, alemany: Trzynietz) és una ciutat de Frýdek-Místek Districte, la Regió de Moràvia-Silèsia de la República Txeca. Es troba sobre el riu Olza, a la històrica regió de Silèsia Cieszyn. La ciutat té 38.953 habitants (cens de 2001). Els polonesos representen el 17,7% de la població.
El poble de Třinec fou fundat al segle xiv. Třinec es va esmentar per primera vegada en un document escrit el 1444. La majoria de la població treballava en l'agricultura. La zona era rica en pedra calcària, ferro i argila i també disposava d'una gran força de treball, per la qual cosa es va dedicar a treballs en ferro. El 1836 va començar la construcció del primer forn metal·lúrgic, que va començar a funcionar el 1839, convertint-se en el més gran a tot Cieszyn Silèsia.
Les primeres escoles (polonès-alemany) de Třinec van ser creades per iniciativa dels forns metal·lúrgic el 1851. Després de la construcció de la línia ferroviària Košice-Bohumín el 1871, es va produir un ràpid desenvolupament de la ciutat. Després de la divisió de Cieszyn Silèsia el 1920 va esdevenir una part de Txecoslovàquia. L'octubre de 1938, juntament amb el conjunt de la regió coneguda com a Zaolzie, que va ser annexionada per Polònia, i durant la Segona Guerra Mundial, va ser una part de l'Alemanya nazi. Després de la guerra, va tornar a ser part de Txecoslovàquia i, finalment, les aldees dels voltants s'han incorporat a Třinec.
Třinec és un important centre cultural de la minoria polonesa a Zaolzie.

## Geografia
La ciutat de Třinec es troba a la Regió de Moràvia-Silèsia, a l'est de la República Txeca. És de fet una de les ciutats més orientals del país, molt a prop de la frontera de Polònia i també a prop de la frontera eslovaca. Està envoltada per la pintoresca serra de Beskydy, un popular lloc de ciclisme, esquí, esquí de fons, excursions i parapent. La ciutat en si està construïda al voltant dels forns metal·lúrgics, però també incorpora una sèrie de viles veïnes.

## Música i Cultura
Hi ha una sèrie de concerts musicals que es duen a terme a la ciutat durant tot l'any. En general, se celebren a l'estadi de futbol local Třinecký Zimní Stadion o, alternativament, al camp de futbol Třinec-Borek.

## Dialecte local
Encara que la majoria de la població parla txec, una bona part de la població també parla el dialecte de Silèsia Cieszyn, una barreja de txec, polonès i alemany. El dialecte és molt específic a tota la regió de Silèsia Cieszyn.

## Gent important
- Jana Cieslarová, orientador de navegació
- Michaela Dolinová, Czech actiu i presentadora de TV.
- Ewa Farna, Polish, cantant
- Tomáš Klus, músic
- Tadeusz Kraus, futbolista polonès
- Vojtěch Kučera, poeta
- Kateřina Pindejová, actriu
- Petr Pravec, astrònom
- Lukáš Rakowski, patinador artístic
- Roman Sikora, Czech dramaturg
- Petr Šiška, músic, compositor i presentador de TV
- Václav Svěrkoš, Czech jugador de futbol
- David Szurman, ballarí sobre gel